# Viktor Emanuel-monumentet

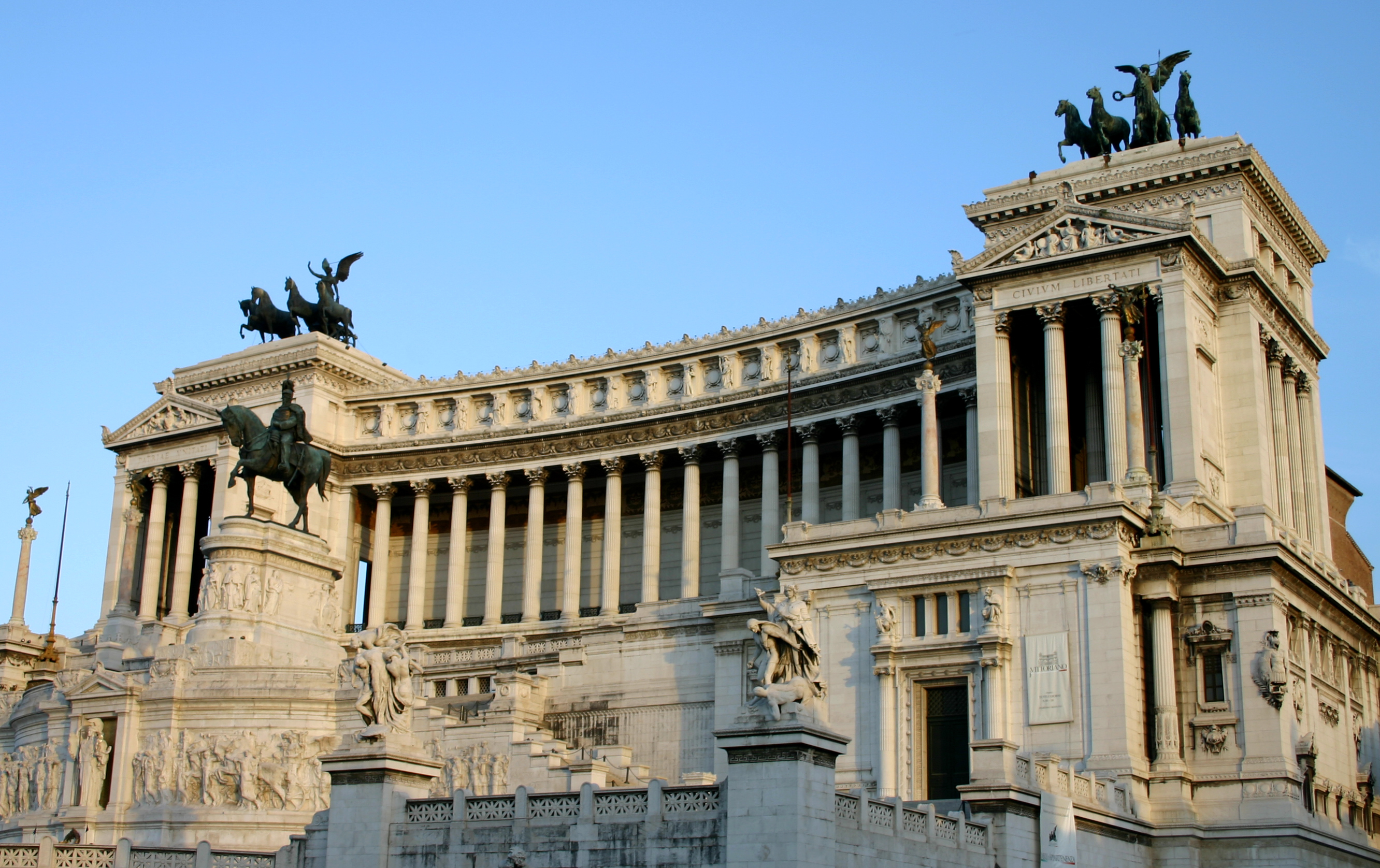
Viktor Emanuel-monumentet.

Viktor Emanuel-monumentet, italienska Monumento Nazionale a Vittorio Emanuele II, eller bara Vittoriano, även benämnt Altare della Patria, är ett monument i Rom, uppfört till kung Viktor Emanuel II:s ära.
Monumentet, som är beläget vid Piazza Venezia, är resultatet av en serie tävlingar om ett nationalmonument för den nya huvudstaden, som vanns av arkitekten Giuseppe Sacconi. Arbetet påbörjades 1885 och slutfördes 1911, nätt och jämnt i tid för femtioårsfirandet av nationens födelse. Fortfarande saknades många av de planerade skulpturerna, och det skulle komma att ta flera decennier att få dem på plats. En rad ledande skulptörer, såsom Adolfo Apolloni, deltog i arbetet, som är en veritabel antologi över tidens italienska skulpturkonst.
På grund av sin form har detta – av vissa illa omtyckta – monument i folkmun fått namn som macchina da scrivere (’skrivmaskinen’), bröllopstårtan och lösgommen.